# رجینالد ری
رجینالد ری (انگلیسی: Réginald Ray؛ زادهٔ ۳۱ اکتبر ۱۹۶۸) بازیکن فوتبال اهل فرانسه است. او به عنوان دستیار سرمربی استون ویلا در لیگ برتر و باستیا خدمت کرده است. او در حال حاضر مدیر باشگاه لومان فرانسه است
از باشگاه‌هایی که در آن بازی کرده‌است می‌توان به باشگاه فوتبال گنگام، باشگاه فوتبال لو مان، و باشگاه فوتبال نیم المپیک اشاره کرد.